# Alberto Lucherini
Alberto Lucherini (24 gennaio 1956) è un ex maratoneta italiano.

## Competizioni internazionali
1984
- 11º alla Maratona di Firenze ( Firenze) - 2h23'17"

1985
- 4º alla Maratona di Firenze ( Firenze) - 2h19'59"
- Argento alla Maratona di Primavera ( Sesto Fiorentino) - 2h23'26"

1986
- Argento alla Maratona di Venezia ( Venezia) - 2h27'10"

1987
- Argento alla Maratona di Firenze ( Firenze) - 2h17'40"
- 4º alla Maratonina di Primavera ( Sesto Fiorentino) - 1h09'31"
- 14º alla Maratonina dei Parchi ( Lignano Sabbiadoro) - 1h10'59"
- Bronzo alla Mezza maratona di Livorno ( Livorno)

1988
- 32º alla Maratona di Londra ( Londra) - 2h18'18"
- 4º alla Mezza maratona di Grosseto ( Grosseto) - 1h09'47"
- 8º alla Coppa Santo Stefano ( Pietrasanta), 6,2 km

1989
- Oro alla Maratona di Firenze ( Firenze) - 2h16'48"
- 10º alla Maratona di Bologna ( Bologna) - 2h30'01"
- 19º alla Scalata al Castello ( Policiano), 13,5 km - 44'43"
- 13º alla Strazeri ( Zeri), 12 km - 42'37"
- 15º al Giro delle Mura ( Lastra a Signa), 7,6 km - 22'10"

1990
- 32º alla Maratona di New York ( New York) - 2h27'05"
- 9º alla Capodanno di Corsa ( San Giovanni Valdarno), 13,1 km
- 6º alla Coppa Santo Stefano ( Pietrasanta), 6,2 km - 19'42"

1991
- Oro alla Maratona di Firenze ( Firenze) - 2h16'33"
- 10º alla Coppa Santo Stefano ( Pietrasanta), 6,2 km

1992
- 11º alla Maratona di Torino ( Torino) - 2h19'00"

1993
- Argento alla Maratona di Firenze ( Firenze) - 2h16'59"

1994
- Bronzo alla Mezza maratona di Livorno ( Livorno) - 1h06'34"
- 8º alla Corriprimavera ( Livorno), 14,3 km - 45'30"

1995
- 9º alla Mezza maratona di Prato ( Prato) - 1h07'15"
- 4º al Trofeo Valle del Mugnone ( Caldine) - 1h11'16"
- 8º alla Lastra a Signa Strapazza ( Lastra a Signa) - 32'15"

1996
- 12º alla Mezza maratona di Pistoia ( Pistoia) - 1h08'03"
- Bronzo alla Mezza maratona di Livorno ( Livorno) - 1h08'56"
- 5º alla Firenze-Fiesole-Firenze ( Firenze), 20,7 km - 1h11'24"
- 6º al Trofeo Valle del Mugnone ( Caldine), 14,65 km - 49'54"